# Regattastrecke Oberschleißheim
Il Regattastrecke Oberschleißheim, noto anche come Regattaanlage Feldmoching-Oberschleißheim, è un lago artificiale, rettangolare e lungo 2,23 km, sito al confine settentrionale di Monaco di Baviera. È stato realizzato per i Giochi olimpici estivi di Monaco di Baviera 1972 ed è stato sede delle competizioni di canoa e di canottaggio. La struttura è stata dichiarata edificio storico dal 2018.

## Posizione geografica
La struttura si trova nel punto più basso di Monaco a circa 480 metri sul livello del mare. A circa 600 metri dell'estremità nord-est del percorso di regata si trova lo svincolo Oberschleißheim dell'autostrada federale 92 con la strada federale 471, che attraversa l'autostrada e supera la regata pochi metri a nord; nella zona sono stati edificati numerosi parcheggi. La A 92 si dirama a 2,7 km a sud-sud-est del percorso di regata dall'autostrada federale 99. Nel quartiere orientale, al confine tra Monaco e Oberschleißheim, si trova il Regattaparksee, un laghetto di cava, utilizzato per le discipline del nuoto.

## Corso di regata
Dal giorno del suo completamento nell'agosto 1971, la lunghezza dello specchio d'acqua è di complessivi 2 230 metri, è larga 140 metri e profonda 3,5 metri. Il paesaggio circostante ha un'altitudine variabile e passa da 485,5 metri nella parte iniziale a sud-ovest a 480 metri nella parte finale a a nord-est. L'asse della piscina è stato disposto parallelamente alla direzione principale del vento, sudovest-nordest, con lo scopo di garantire condizioni di equità agli atleti. Il percorso di regata è popolarmente conosciuto come la Ruderregatta (letteralmente "regata di canottaggio"). Questa espressione, che in realtà descrive un evento sportivo, si trova anche su diversi cartelli e cartelli stradali del territorio circostante.
Ancora oggi il percorso di regata è utilizzato da vogatori e canoisti per gli allenamenti, e si svolgono campionati nazionali e internazionali di canottaggio e canoa, compresi i campionati mondiali di canottaggio 2007. Attorno alla piscina v'è un sentiero asfaltato, molto frequentato dai pattinatori a rotelle. Il percorso di regata comprende numerosi edifici complementari (struttura ricettiva con palazzetto dello sport, sale nautiche con servizi igienici, edificio giuria, torre bersaglio) e una tribuna.